# ジョージア工科大学

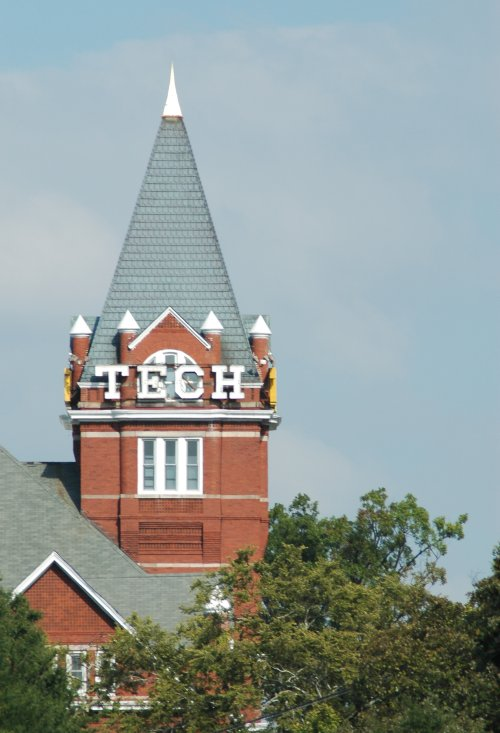
Tech Tower

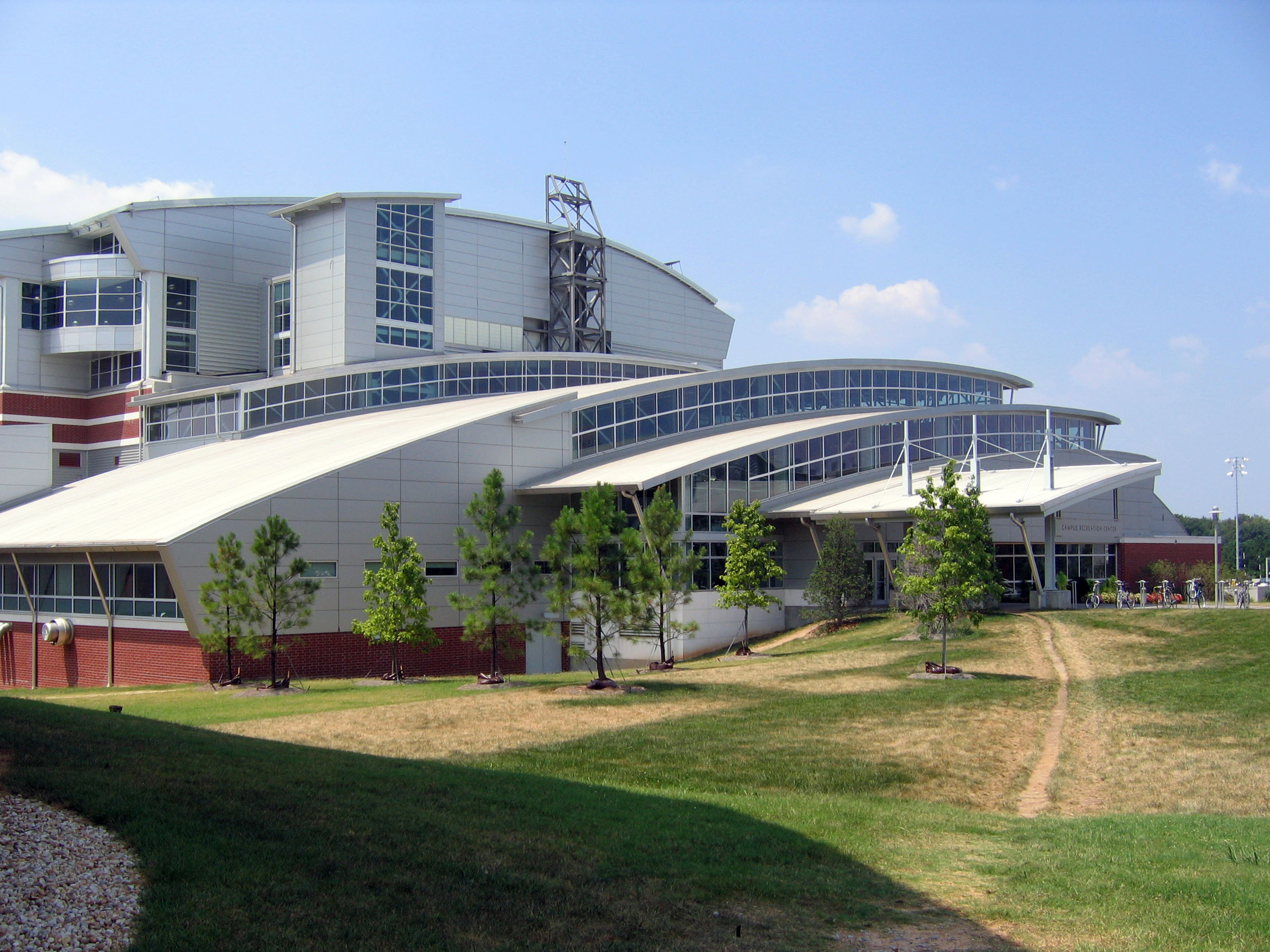
Georgia Tech CRC Front

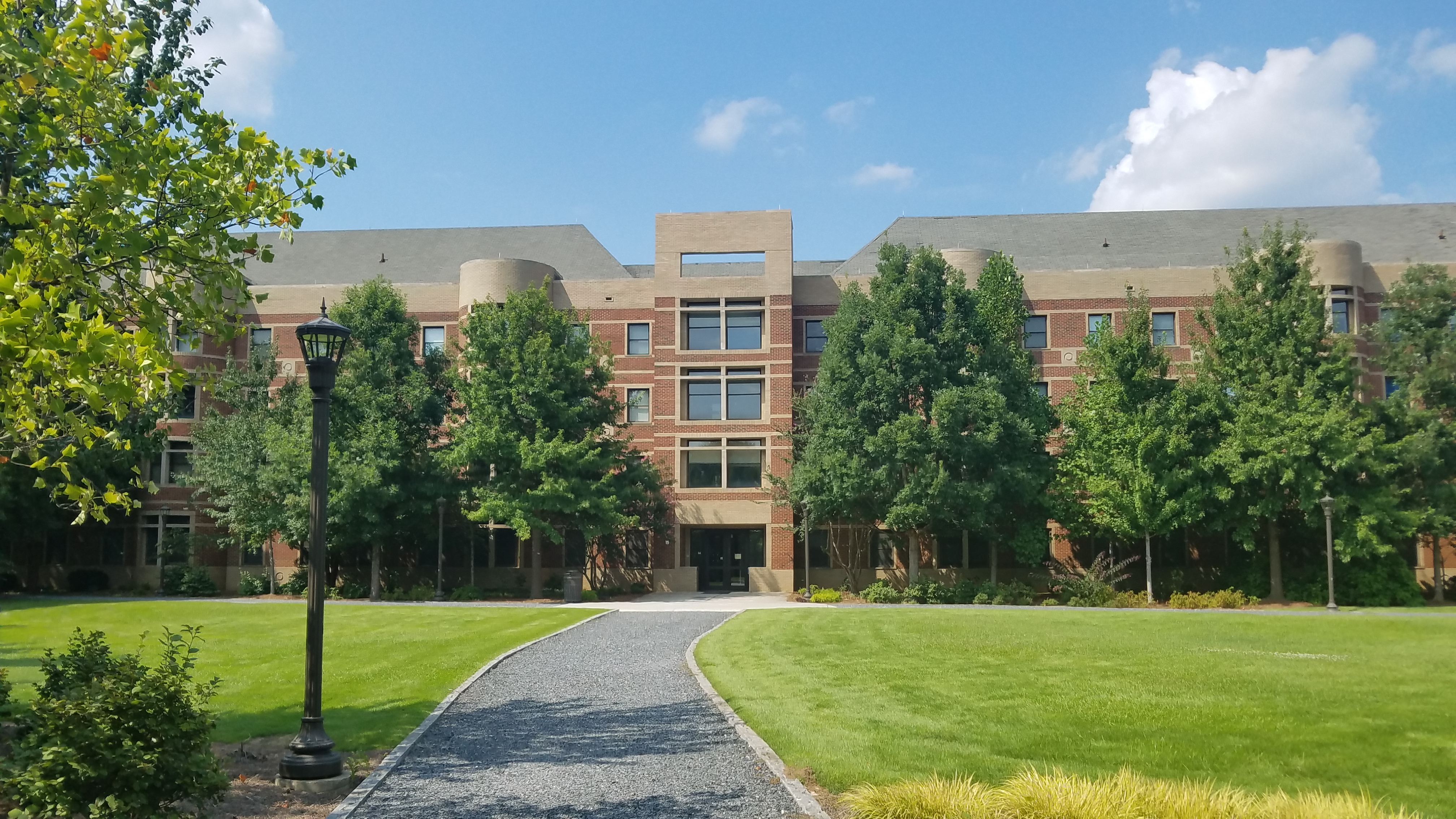
Center Street South

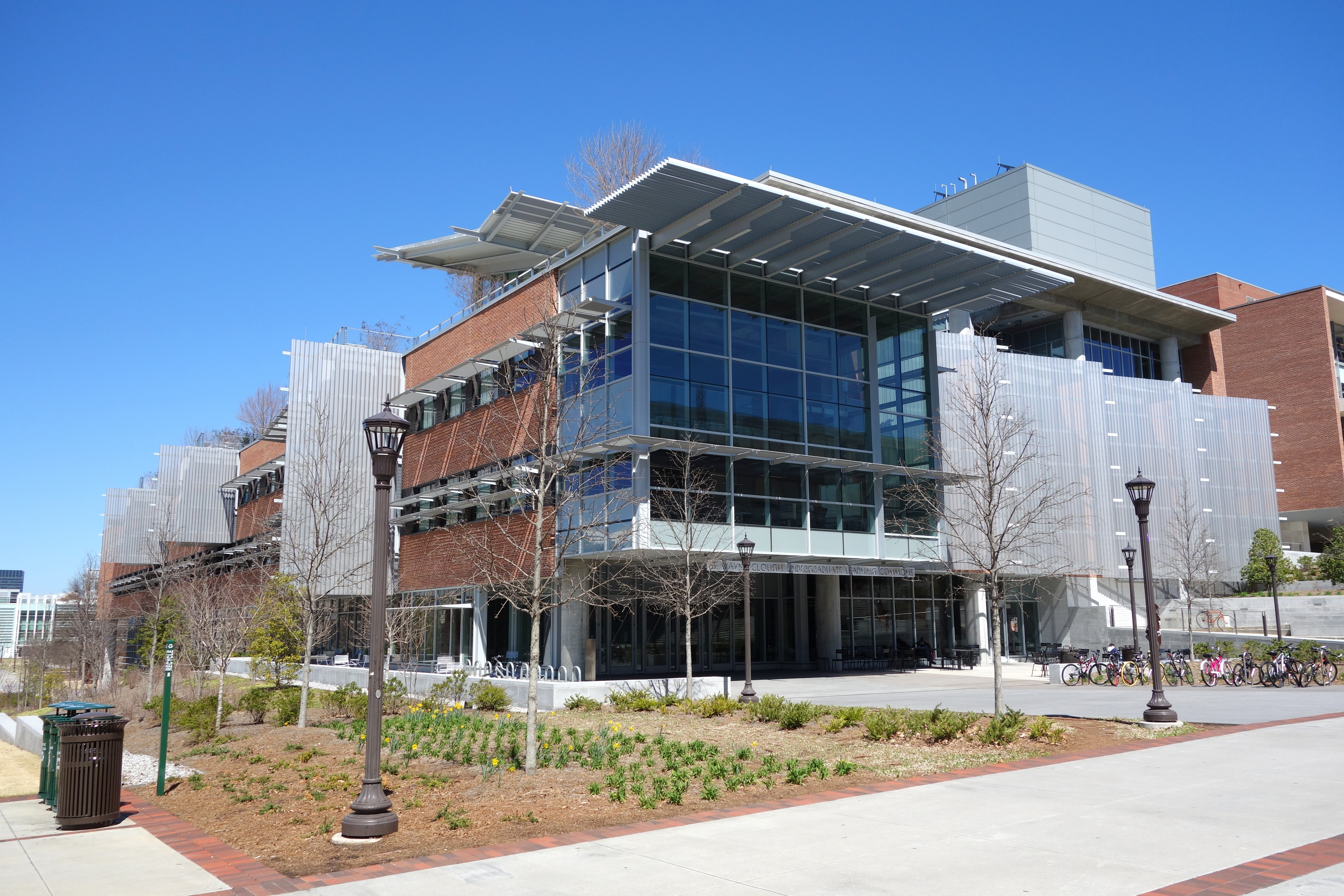
G. Wayne Clough Learning Commons

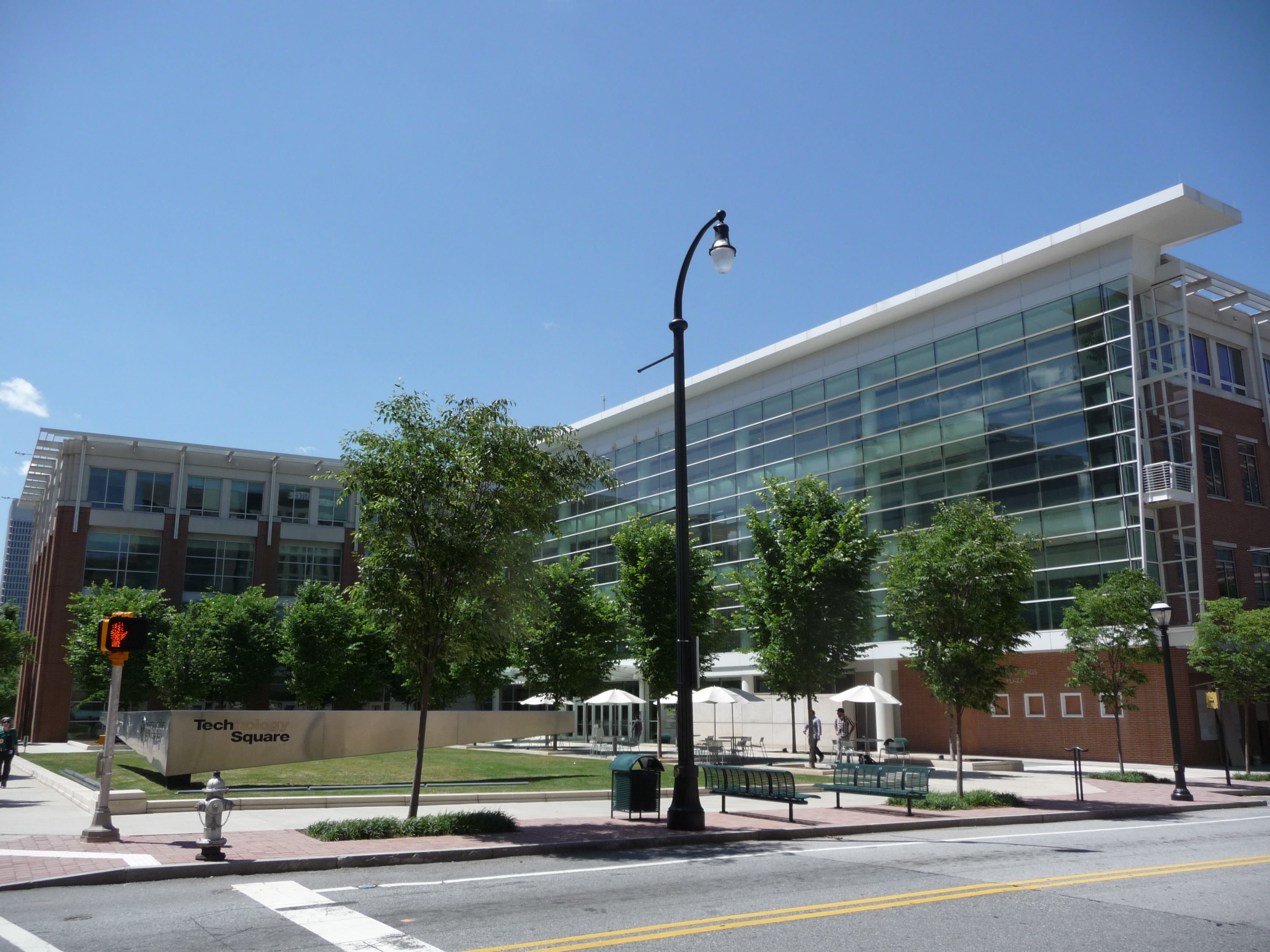
シェラー・ビジネススクール(Scheller College of Business)

ジョージア工科大学（ジョージアこうかだいがく、英語: Georgia Institute of Technology）は、ジョージア州アトランタに本部を置くアメリカ合衆国の州立大学。1885年に設置された。Georgia Tech（ジョージアテック）、GATech、GTと略される。

## 概要
ジョージア大学システムの一員である。アトランタ・ダウンタウンの西に広がる約160ヘクタールのキャンパスに、約4万人の学生を擁している。全米屈指の名門校であり、工科系大学の最難関クラスに位置している。米国州立大学ランキングで総合5位、THE世界大学ランキング2024では世界36位、工学の分野では世界で7位で, コンピューター科学では、世界で8位となっており、また、米国の工学のほぼ全ての分野において常に5位前後にランクされている世界屈指のエリート名門大学の１つ。「南部のMIT」 (MIT of the South)と呼ばれ、米国工科大学の御三家 (北東のマサチューセッツ工科大学MIT、西のカリフォルニア工科大学Caltech、南のジョージア工科大学Georgia Tech) の１つとされている 。

## 沿革
1885年10月13日にGeorgia School of Technologyとして創立。
ジョージア州議会の助言により、教育方針にはマサチューセッツ工科大学と共に、ウースターモデルを取り入れた。同校は理論と実践を重要視し、学生の技術力と応用力を向上させるため、20世紀には商品開発及び製造を行う会社としても運営されていた。尚、会社の運営は学生たちに任されており、収益は大学の運営に使われていた。
1934年にジョージアテック・リサーチ・インスティテュート（Georgia Tech Research Institute）がアメリカ軍の研究機関としてジョージア工科大学に創立された。ジョージアテック研究所では主に戦闘機、防衛システム、経済、公衆衛生、ロボットなどの研究が行われている。
1948年にGeorgia Institute of Technologyに名称変更し、科学・技術により力を入れる工科大学件、研究機関になった。
1996年アトランタオリンピックの選手村がキャンパスの隣接地に建設され、大会後に大学の学生宿舎に転用された。
21世紀になった今も世界で有力な工科大学のひとつである。2009年からジョージ・ピーターソンが、そして2019年からはエンジェラ・カブレラが学長を務めている。

## 学問分野
同校のモットーは「進歩と奉仕」（"Progress and Service")。
入学難易度において、SATの平均点ではカリフォルニア大学バークレー校を抜いて州立大学第1位となっている。近年では人気が高まり、入学倍率は連続8年間上昇し続けており、2019年の合格率はわずか18.8%である。同校の一年次入学生の平均GPAは4.07（ 4.00 を満点とするスケール換算）、高校在学時の学年順位で上位10%内に位置していた学生の数が全体の95%を占める。また、高校在学時に大学の授業を受けていた生徒の数が全体の99％を占める。大学への入学審査では、将来性と研究、社会活動、インターンシップなどの課外活動が特に重要視されている。
学部では、工学部、建築学部、経営学部、リベラルアーツ学部、理学部、計算機科学部、大学院では工学研究科、建築学研究科、経営学研究科、リベラルアーツ研究科、理学研究科、計算機科学研究科などがある。同じくアトランタに位置している私学名門エモリー大学と共同でMD-PhD プログラムを提供している。同校は工学部とコンピューターサイエンスに特に力を入れており、工学部は全米4位、世界では9位、計算機科学は全米8位、世界では16位に位置づけられている（詳細はランキング項を参照）。
同校は学問において学生の技術力と応用力を何よりも大切にし、授業にプロジェクト・ベースド・ラーニングを取り入れている。米国で最大のハッカースペースを備えていて、運営を全て学生に任せている。同校のハッカースペースの中で特に有名なのは数億円の資金を所有している機械工学のインベンション・スタジオ、テキサス・インスツルメンツ社が主なスポンサーとなっている電気工学のハイブ、走査型電子顕微鏡やフーリエ変換赤外分光光度計などの専門的な器具が置かれている材料工学のミルなどであろう。尚、学生たちはこれらのハッカースペースを無料で使うことができる。
同校は大学生に大学院生や教授と共に研究することを非常に推奨している。大学一年生から研究を始める学生の数が全体の76％を占める。研究資金は大方、アメリカ政府や大手企業から受け取っている。
同校は米国で最も就職率が高い大学の一つとして知られており、コーオプ・プログラムは全米で5位にランキングされている。卒業生のボーナス前の平均新卒年収は＄72,000（約770万円）で平均年収は＄150,000（約1600万円）である。卒業生の中で最も著名なのは、合衆国第39代大統領でありノーベル平和賞受賞者でもあるジミー・カーターであろう。他にも歴代の宇宙飛行士やNASA関係者、Coca ColaのCEO、AT&TのCEO、アップルの元CEOをはじめ、財界にも有力な卒業生が数多く存在する。

## 主要大学ランキング
世界有数の名門工科大学の1つであり、過去25年間において常に世界で上位40位内にランキングされている。なお、同様の名門工科系大学であるマサチューセッツ工科大学、カリフォルニア工科大学等が私立大学であるのに対し、同校は州立大学である。

### 主要世界大学ランキング（2020）
- THE世界大学総合ランキング: 第38位
  - 世界評判ランキング：第44位
  - 世界工学ランキング：第9位
  - 世界CSランキング：第16位
  - 世界経営学ランキング：第71位
- Forbes世界大学総合ランキング: 第34位
- 特許数ランキング：第32位[19]

### 主要全米大学ランキング（2020）
- US NEWS 全米大学総合ランキング：第29位
- US NEWS 全米州立大学ランキング: 第5位

#### US NEWS主要学部別ランキング(2020)
- 工学: 第4位
  - 生産管理工学：（27年連続）第1位
  - 航空宇宙工学：第2位
  - 土木工学：第2位
  - 材料工学：第2位
  - 化学工学：第3位
  - 機械工学：第4位
  - 医療生体工学：第4位
  - 計算機工学：第4位
  - 電気工学：第4位
  - 環境工学：第4位
- 計算機科学: 第8位
- 物理学: 第28位
- 化学: 第20位
- 生物学: 第54位
- 数学: 第26位
- 経済学: 第17位
- 経営学：第22位
- 心理学: 第45位
- 地球科学: 第38位
- 公共政策学：第45位

#### US NEWS主要大学院学部別ランキング(2020)
- 工学: 第8位
  - 生産管理工学：第1位
  - 医療生体工学：第2位
  - 土木工学：第3位
  - 航空宇宙工学：第4位
  - 化学工学：第5位
  - 環境工学：第5位
  - 機械工学：第5位
  - 計算機工学：第6位
  - 電気工学：第6位
  - 材料工学：第9位
  - 原子力工学：第9位
- 経営学大学院(MBA): 第27位（フル）第19位（パート）

## スポーツ

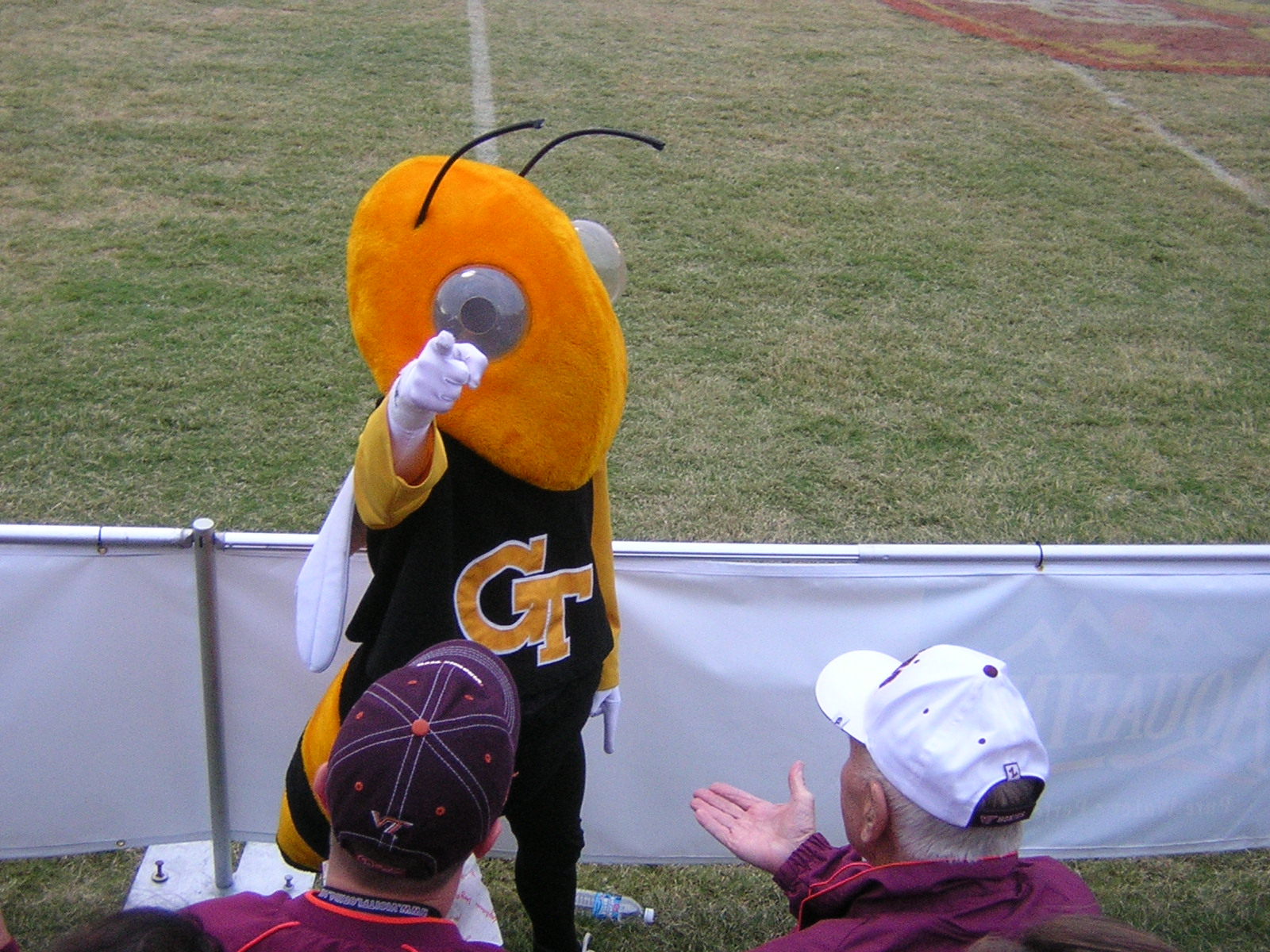
Buzz, the mascot

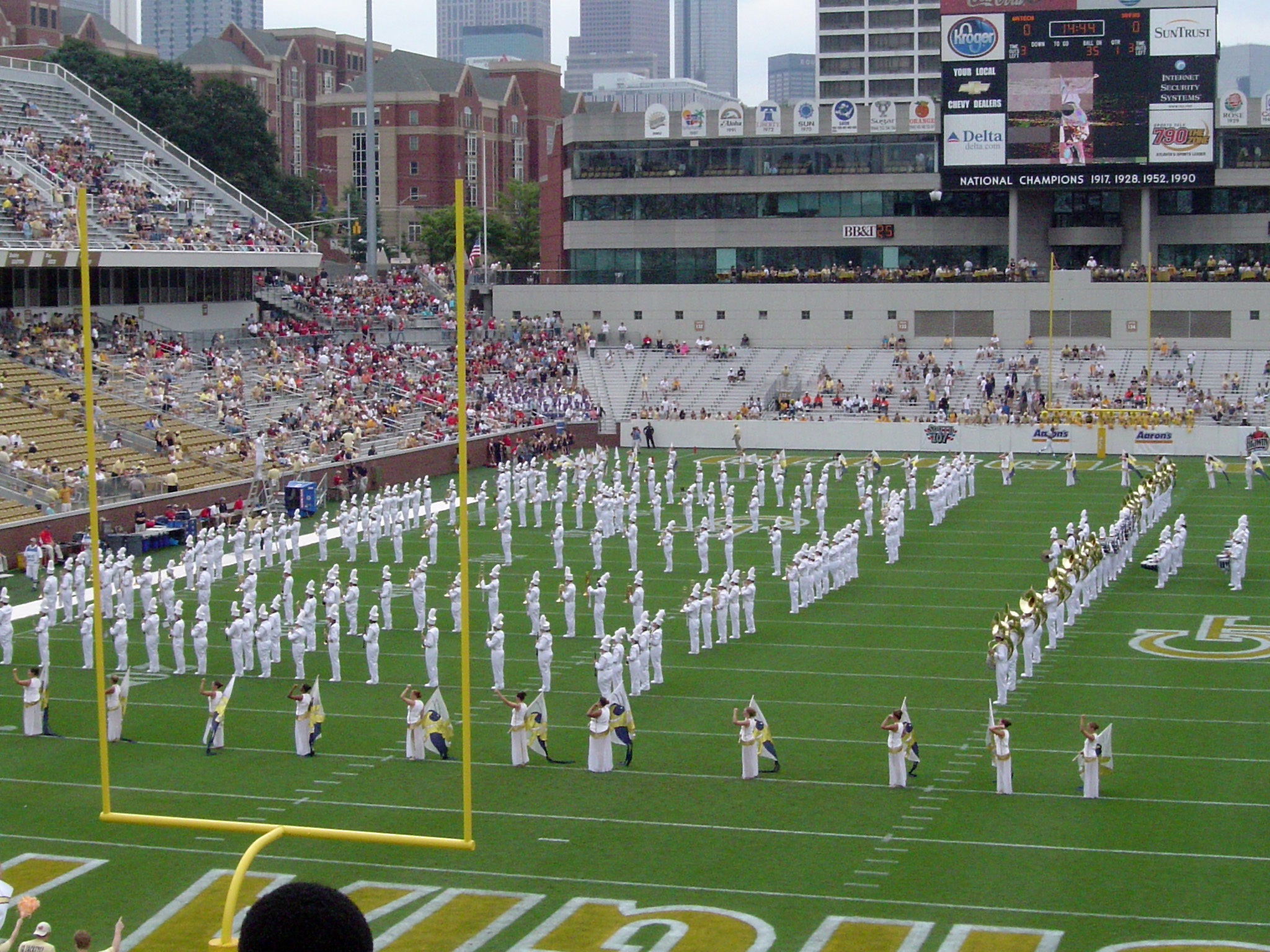
Georgia Tech Yellow Jacket Marching Band(Marching Yellow Jackets)

学業のみならず、アメフト、野球、バスケを始めとしたスポーツが非常に盛んな大学であり、大リーグ、NBA、NFLに数々の卒業生を送り込んでいる。同校のスポーツチームはイエロージャケッツと呼ばれており、応援バンドはマーチング・イエロージャケッツ(Marching Yellow Jackets)として知られる。マスコットは、イエロージャケットを着たBuzz（スズメバチ）。1996年アトランタオリンピックではキャンパス内で水泳競技が開催された。

## 姉妹校
- チャルマース工科大学 (Chalmers University of Technology)

## 著名な卒業生

### 政治家
- ジミー・カーター（第39代アメリカ合衆国大統領。2002年ノーベル平和賞受賞）
- ティモシー・バッテン（アメリカ合衆国連邦裁判所、裁判官。ジョージ・ブッシュから指名された）
- フアン・カルロス・バレーラ（第37代パナマ大統領）

### 学者・発明者
- キャリー・マリス（化学者。1993年ノーベル化学賞受賞。PCR法を発明）
- アンソニー・アルジェンゴ（化学者。カルベン、反応性の無さを発見）
- ハリー・ヴォーガン（ジョージアテック・リサーチ・インスティテュートの創立者）
- ポール・キャラウェイ（化学者。ジョージアテック・リサーチ・インスティテュートのディレクター）
- ワット・ウィトリー（化学者。ジョージアテック・リサーチ・インスティテュートのディレクター）
- ジョー・ブルックス（電気工学者。ジョージアテック・リサーチ・インスティテュートのディレクター）
- ワレス・コールター（電気工学者。コールターカウンター発明者）

### ビジネス
- ギル・アメリオ（Apple ComputerCEO）
- ジェームス・ロビンソン（アメリカンエキスプレスCEO）
- デイヴィッド・ギャレット（デルタ航空CEO）
- ロナルド・アレン（デルタ航空CEO）
- フランク・ブラウント（ベンチャーキャピタルCEO）
- ジョン・ブロック（コカコーラ・エンタープライズCEO）
- ビル・ジョージ（メドトロニックCEO）
- デビッド・ドーマン（AT&TCEO）
- マイク・デューク（ウォルマートCEO）
- ポール・レインズ（ゲームストップCEO）
- チャールズ・ベティー（アースリンク創業者、CEO）
- ウォルター・エフマー（ワッフルハウスCEO）
- ジョー・ロジャーズ（ワッフルハウスCEO）
- フランク・ゴルディー（ヴァーセティーチェーン創業者、CEO)
- ベン・チェストナット（メールチンプ創業者、CEO）
- ジェームス・ゴリバー（アルギルフーズ創業者、CEO）
- クリス・クラウス（カネヴァ創業者、CEO）
- アラン・レーシー（シアーズCEO）
- ロバート・ミルトン（エアカナダCEO)
- デイビッド・ペルドゥー（リーボックCEO、ドラージェネラルCEO)
- クリシュナ・バハラット（グーグルニュース創造者）
- グレン・ロビンソン（サイエンティフィックアトランタ創業者、CEO)
- デリック・スミス（チョイスポイントCEO)
- ハザード・リーブス（60以上の会社のCEO）
- トーマス・ファニング（サザン・カンパニーCEO）
- チャールス・モルマン（アムトラックCEO）
- デイヴィッド・ローランド（アクセンチュア会長）

### 教育者
- ラウィ・アブデラル（経営学者。ハーバード大学教授）
- エヴィアン・ハモンズ（歴史学者。ハーバード大学教授）
- ジェイソン・モルガン（地球科学者。プリンストン大学教授）
- リンダ・グリフィス（医療生体工学者。マサチューセッツ工科大学教授）
- ウェイン・クロウ（ジョージア工科大学学長）
- エンジェラ・カブレラ（ジョージア工科大学学長）
- ハリー・ヴォーガン（材料工学者。ジョージア工科大学教授）
- ジェフ・シャマ（電気工学者。ジョージア工科大学教授）
- アール・マックダニエル（物理学者。ジョージア工科大学教授）
- アニー・アントン（計算機科学者。ジョージア工科大学教授）
- ヘルマン・フラスチカ（数学者。カリフォルニア工科大学教授）
- ヘルバート・ケラー（数学者。カリフォルニア工科大学教授）
- ヤサー・アブモスタファ（計算機科学者。カリフォルニア工科大学教授）
- ジェームス・オーブライアン（計算機科学者。カリフォルニア大学バークレー校教授）
- ロバート・フランク（経済学者。コーネル大学教授）
- ファビアン・ブスタマンテ（計算機科学者。ノースウェスタン大学教授）
- ジェームス・フェア（化学者。テキサス大学オースティン校教授）
- ケニス・レイン（物理学者。ボストン大学教授）
- バスコム・ディーバー（物理学者。バージニア大学教授）

### NASA宇宙飛行士、航空・宇宙関係者
ジョージア工科大学出身の歴代宇宙飛行士の数は、日本出身の歴代宇宙飛行士の数よりも多い。
- リチャード・トゥルーリー（第8代NASA長官。NASA宇宙飛行士）
- ジョン・ヤング（アポロ16号船長。NASA宇宙飛行士）
- エリック・ボー（NASA宇宙飛行士）
- マイクル・クリフォード（NASA宇宙飛行士）
- ジャン・デイビス（NASA宇宙飛行士）
- ブレイン・ハモンド（NASA宇宙飛行士）
- スコット・ホロウィッツ（NASA宇宙飛行士）
- スーザン・キルレイン（NASA宇宙飛行士）
- ロバート・キムブロー（NASA宇宙飛行士）
- ティモシー・コプラ（NASA宇宙飛行士）
- サンドラ・マグナス（NASA宇宙飛行士）
- ウィリアム・マッカーサー（NASA宇宙飛行士）
- アラン・ポインデクスター（NASA宇宙飛行士）
- ダグラス・ウィーロック（NASA宇宙飛行士）
- ジェームス・ヘンリー・ディース（NASA管理者）
- チャーリー・ヒラード（1972年に米国初のFAI世界アエロバティックチャンピオンシップ優勝者）
- ベン・エプス（1907年にエプス1907モノプレーンを発明）
- 坂間英気（Sakama & Partners 創業者）
- 袴田武史（ispaceファウンダー・CEO）

### アスリート
- ケビン・ブラウン（元プロ野球選手）
- ノマー・ガルシアパーラ（プロ野球選手）
- ジェイソン・バリテック（プロ野球選手）
- マーク・テシェイラ（プロ野球選手）
- マット・マートン（プロ野球選手）
- エリック・パターソン（プロ野球選手）
- ジェイ・ペイトン（プロ野球選手）
- フランク・ボーリック（元プロ野球選手）
- ダグ・クリーク（元プロ野球選手）
- デレク・ディートリック（プロ野球選手）
- マット・ウィータース（プロ野球選手）
- マット・ハープリング（バスケットボール選手）
- マーク・プライス（元バスケットボール選手）
- ケニー・アンダーソン（バスケットボール選手）
- エドワード・ハム（1928年アムステルダム五輪走幅跳金メダリスト）
- デリック・アドキンス（1996年アトランタ五輪400mハードル金メダリスト）
- アンジェロ・テイラー（2000年シドニー五輪400mハードル金メダリスト）
- ボビー・ジョーンズ（プロゴルファー）
- ラリー・マイズ（プロゴルファー）
- デビッド・デュバル（プロゴルファー）
- クリス・ボッシュ（バスケットボール選手）
- ロマン・レインズ（プロレスラー）

### デザイン
- セシル・アレクサンドラ（ワールドトレードセンターのデザインを担当）
- ジョン・ポートマン（サントラストプラザのデザインを担当）
- ヒュー・スタビンズ（横浜ランドマークタワーのデザインを担当）

## 日本との関係
日本の企業との産学協同にも積極的で、1984年に総合商社・日商岩井株式会社（現・双日株式会社）と提携し、日本への技術ライセンスや製品提供を実施した。
また、ビルや橋梁などの構造物の構造解析を行なうためのソフトウェアGTSTRUDLは、日本でも多くの企業で使用されている。GTはGeorgia Techを示す。人工知能技術を応用したエキスパートシステムを構築するためのソフトウェアBUZZも、いくつかの日本企業に導入された。

## 日本の学生交流協定校
- 東京大学
- 東京工業大学
- 東京都立大学
- 東京農工大学
- 東北大学
- 大阪大学
- 神戸大学
- 早稲田大学
- 慶應義塾大学
- 大阪工業大学
- 福岡大学
- 立命館アジア太平洋大学